# Даніель Гран
Даніель Гран (нім. Daniel Gran, 22 травня 1694, Відень — 16 квітня 1757, Санкт-Пельтен) — австрійський художник епохи пізнього бароко. Один з найбільших представників австрійського бароко.

## Біографія
Навчався у Франца де Паула Фергі у Відні.
Завдяки матеріальній підтримці сім'ї Шварценбергів в 1719—1720 роках продовжив навчання в майстерні Франческо Солімена в Неаполі і Себастьяно Річчі у Венеції і орієнтувався, швидше, на світлі композиції другого, ніж на світлові контрасти першого.
Повернувшись з Італії, в 1727 році став придворним художником Габсбургів.
Прикрасив фресками багато монастирів в Австрії. Писав також вівтарні картини (наприклад, в Аннакірхе (1717)).
Крім кількох вівтарних картин, він присвятив себе, головним чином, декоративному живопису. У Мармуровій залі палацу Шварцеберг у Відні він розписав плафон («Аполлон і дев'ять муз», 1724—1728).
Відмовившись від офіційних функцій, він став радником кліру з християнської іконографії та алегоричних зображеннь. Його головною роботою став розпис плафона Австрійської національної бібліотеки у Відні (1730).
У числі його учнів — Бартоломео Альтомонте.

## Галерея

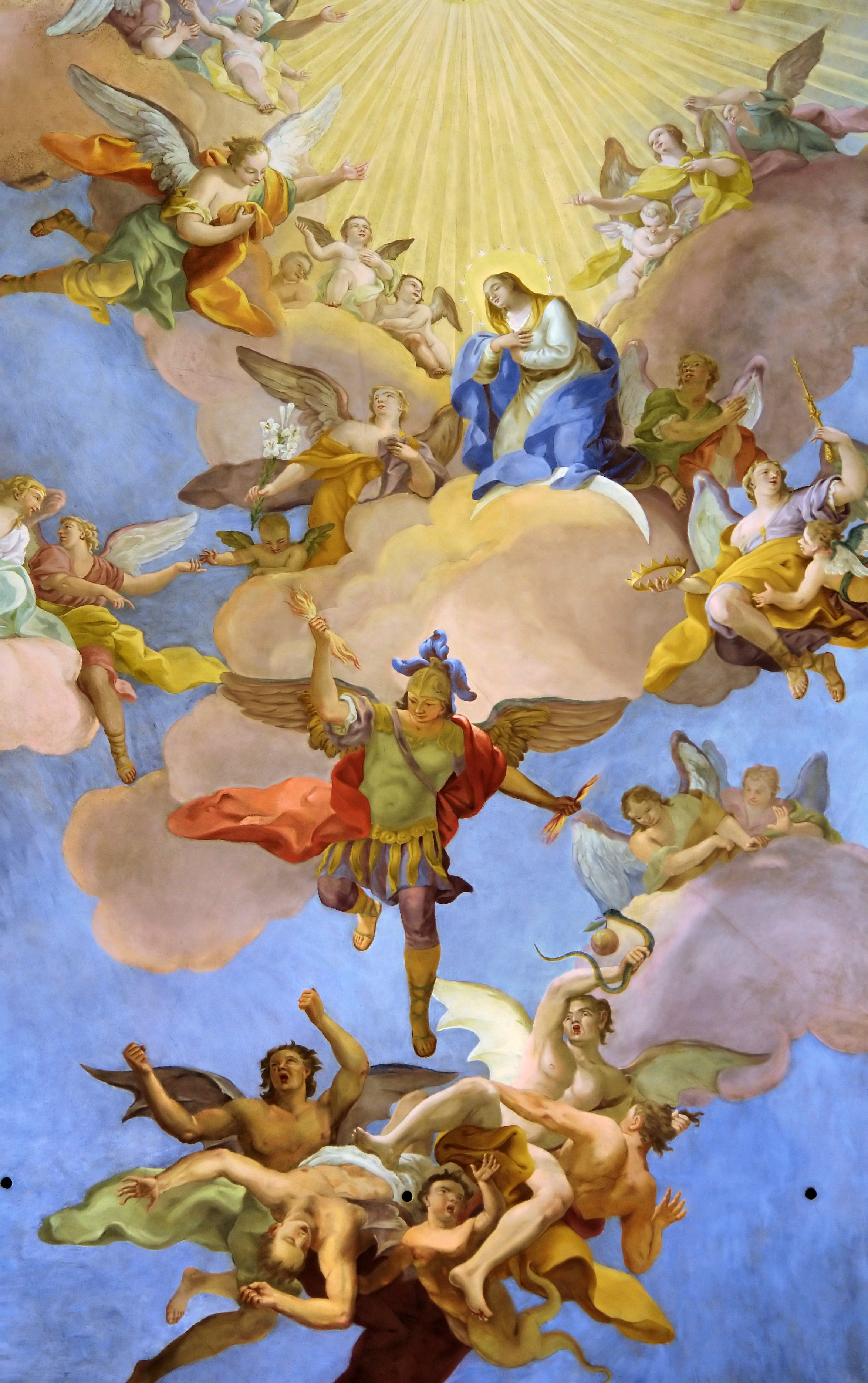
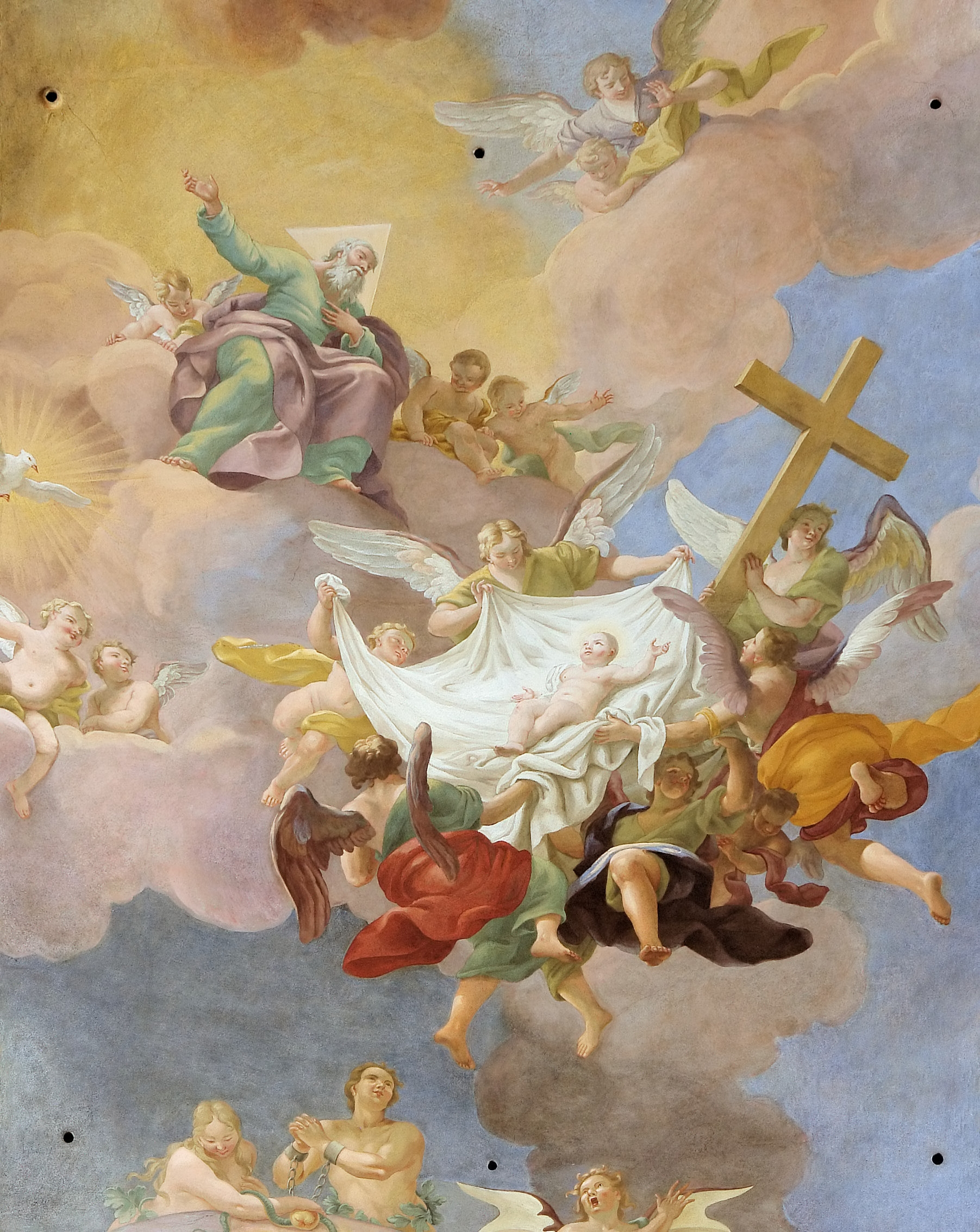
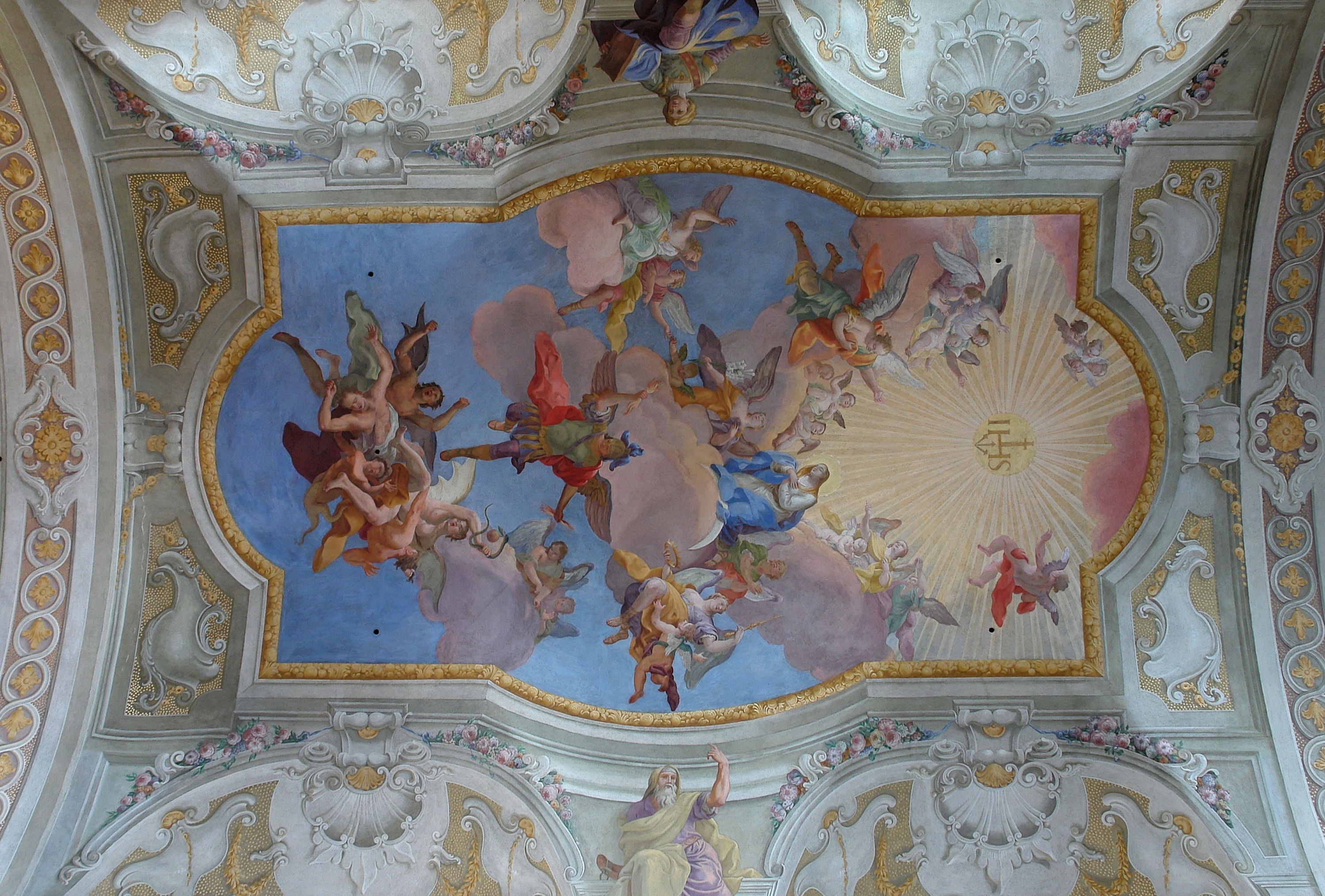
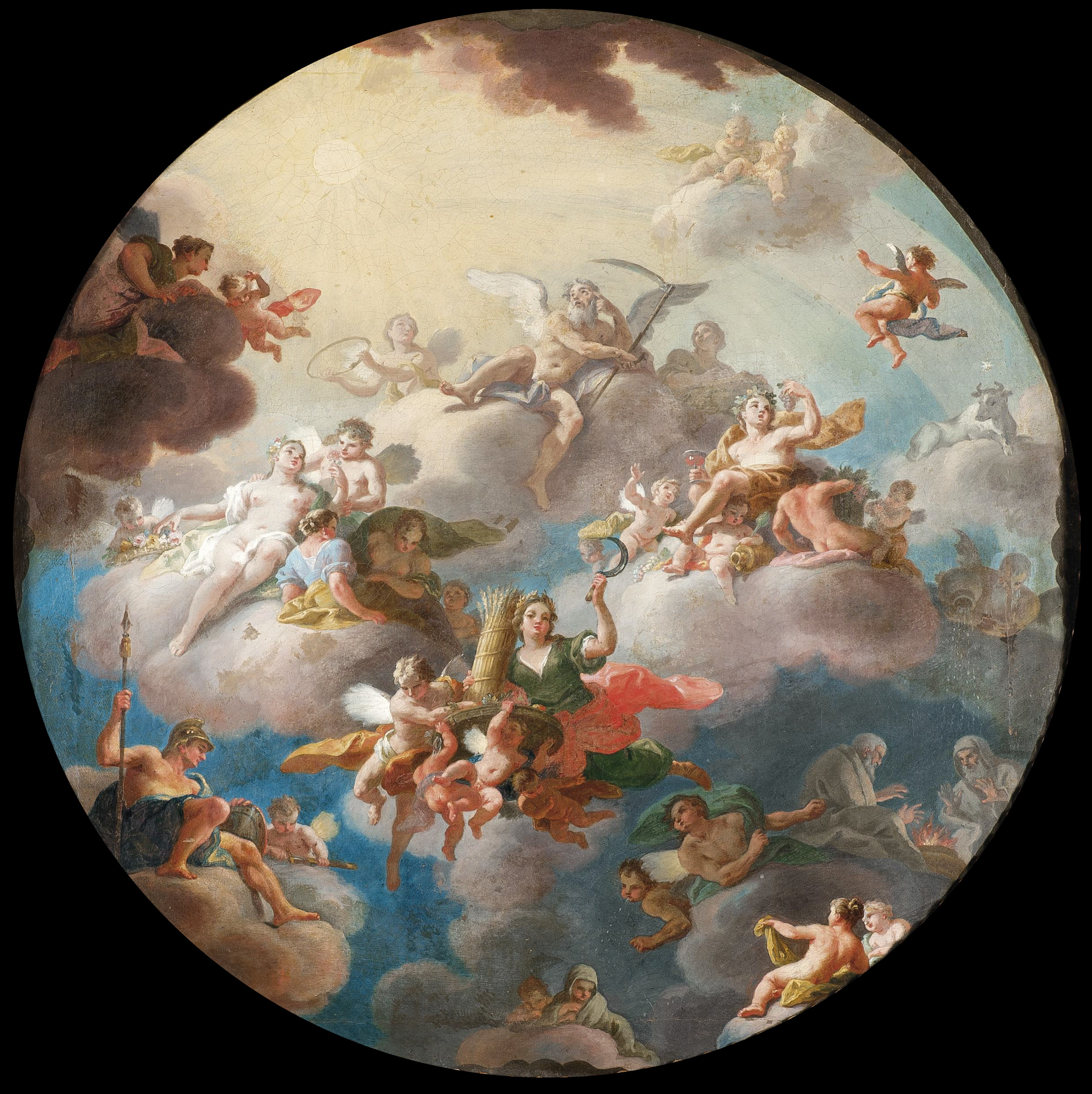
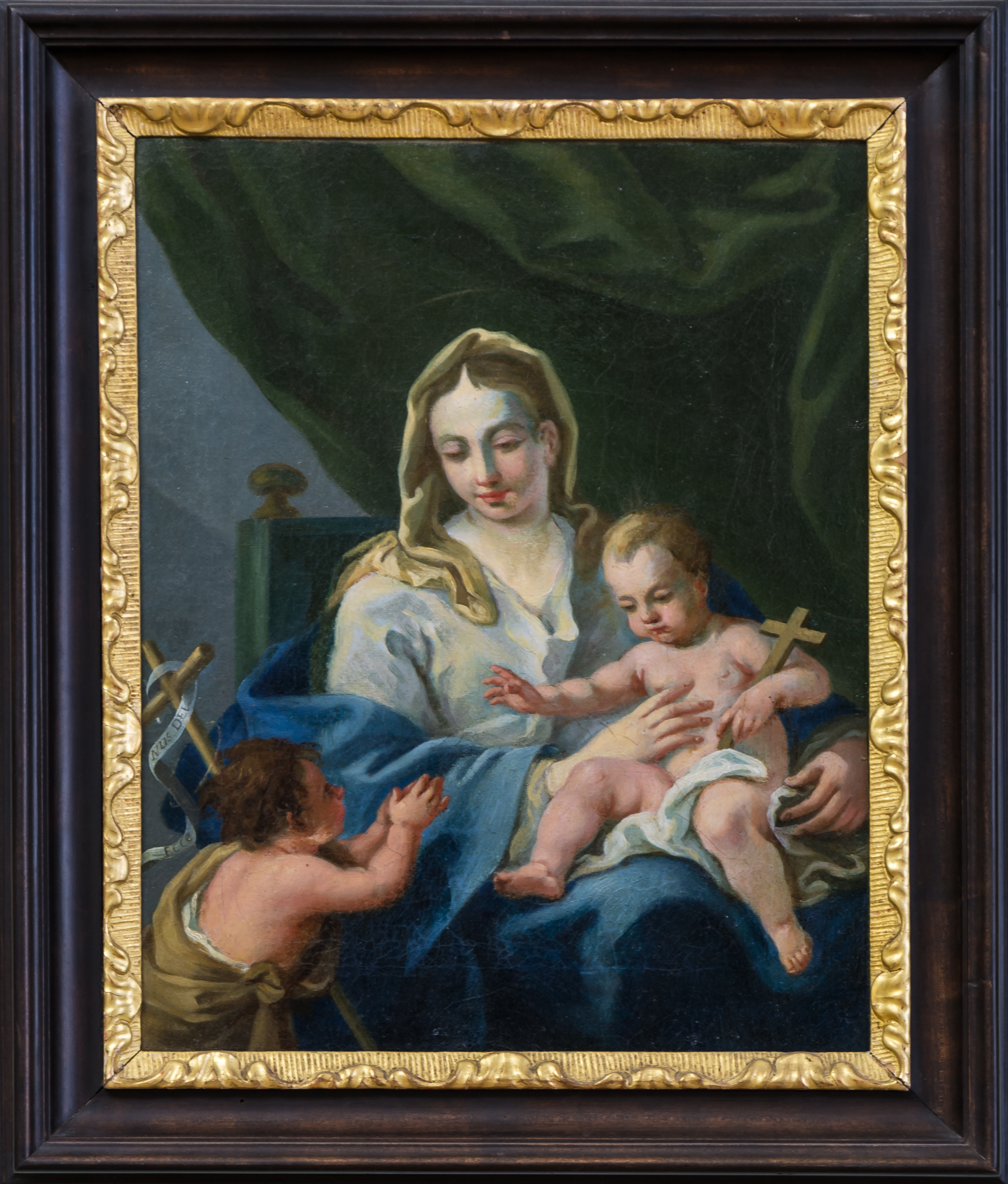
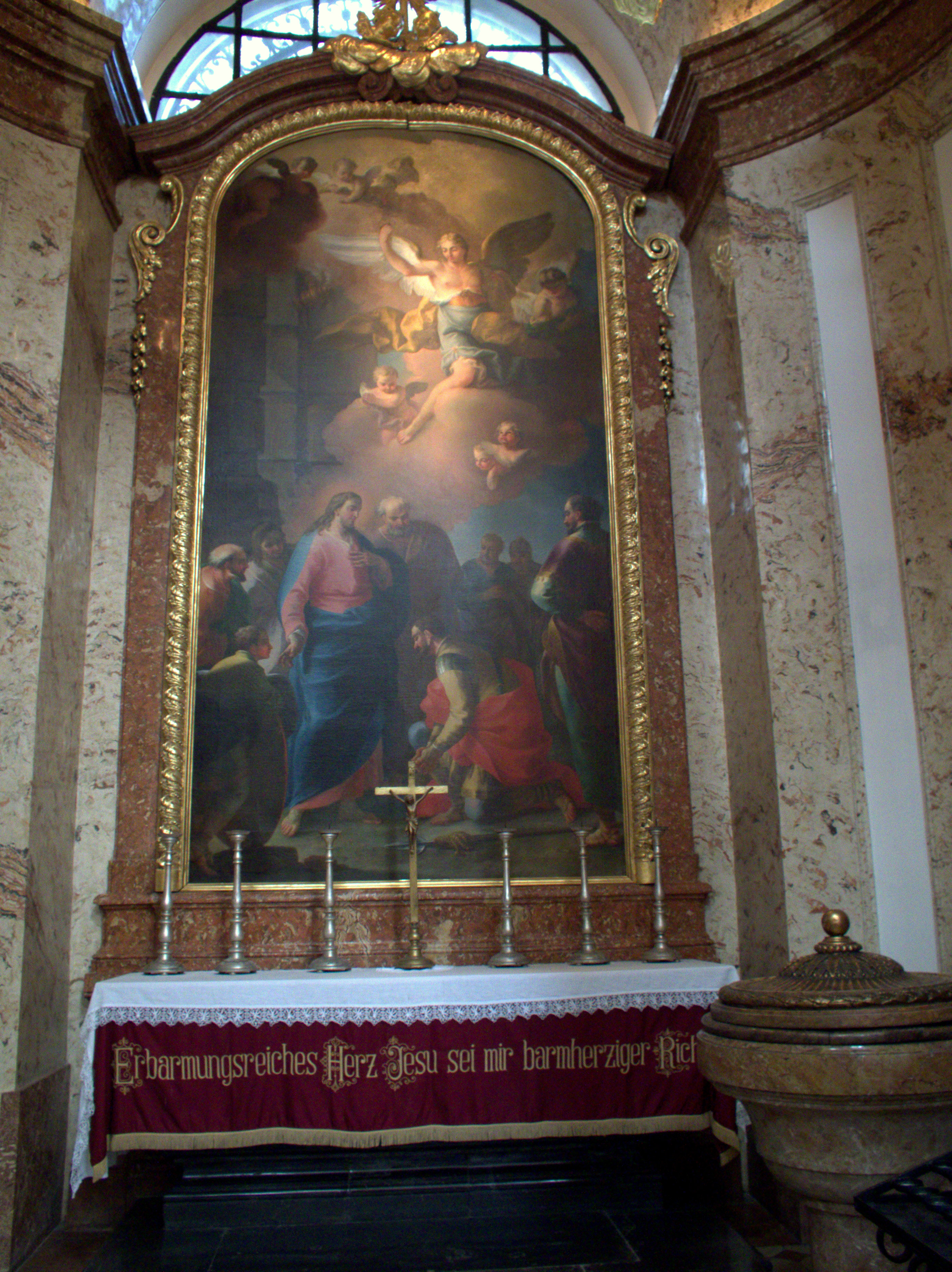
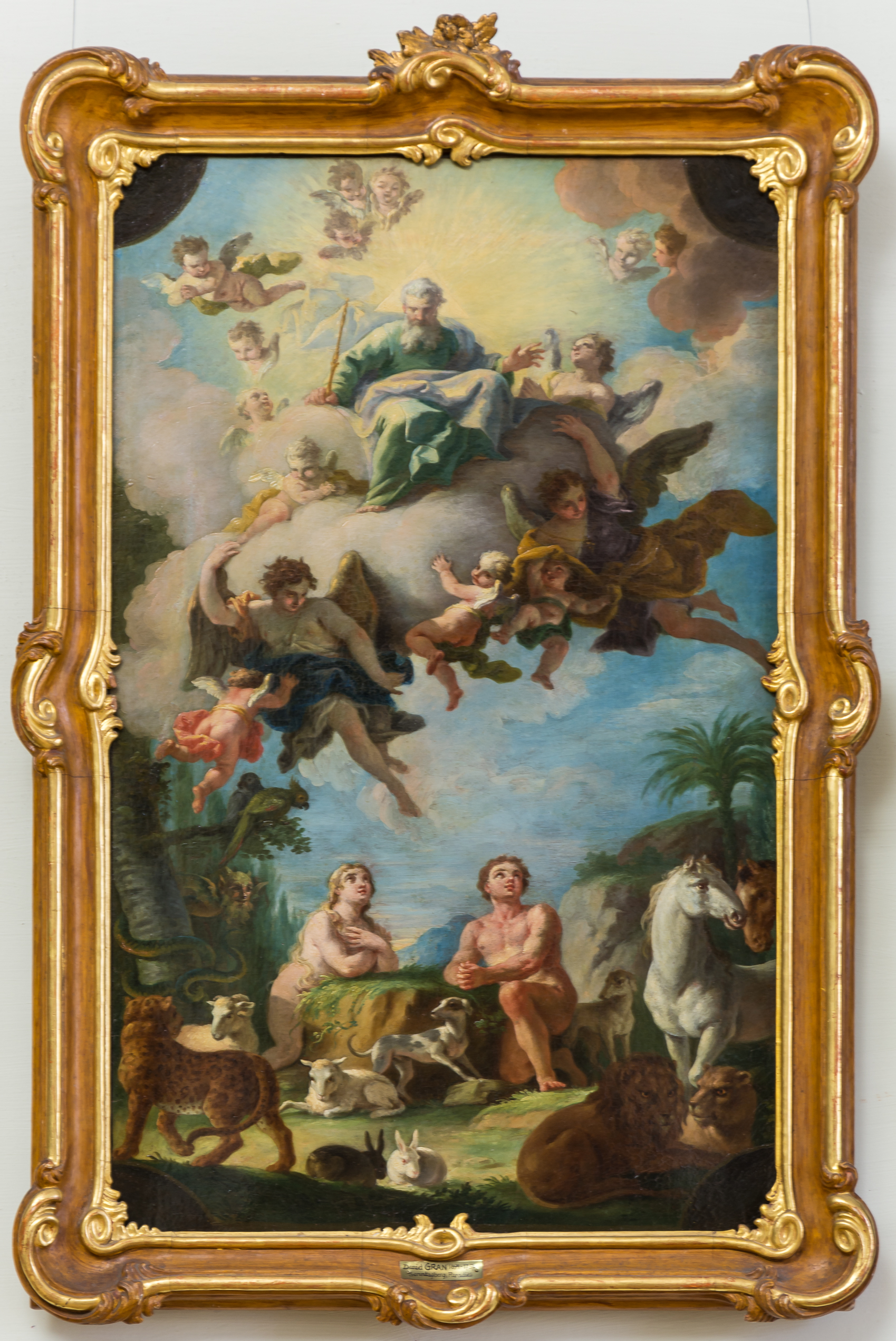
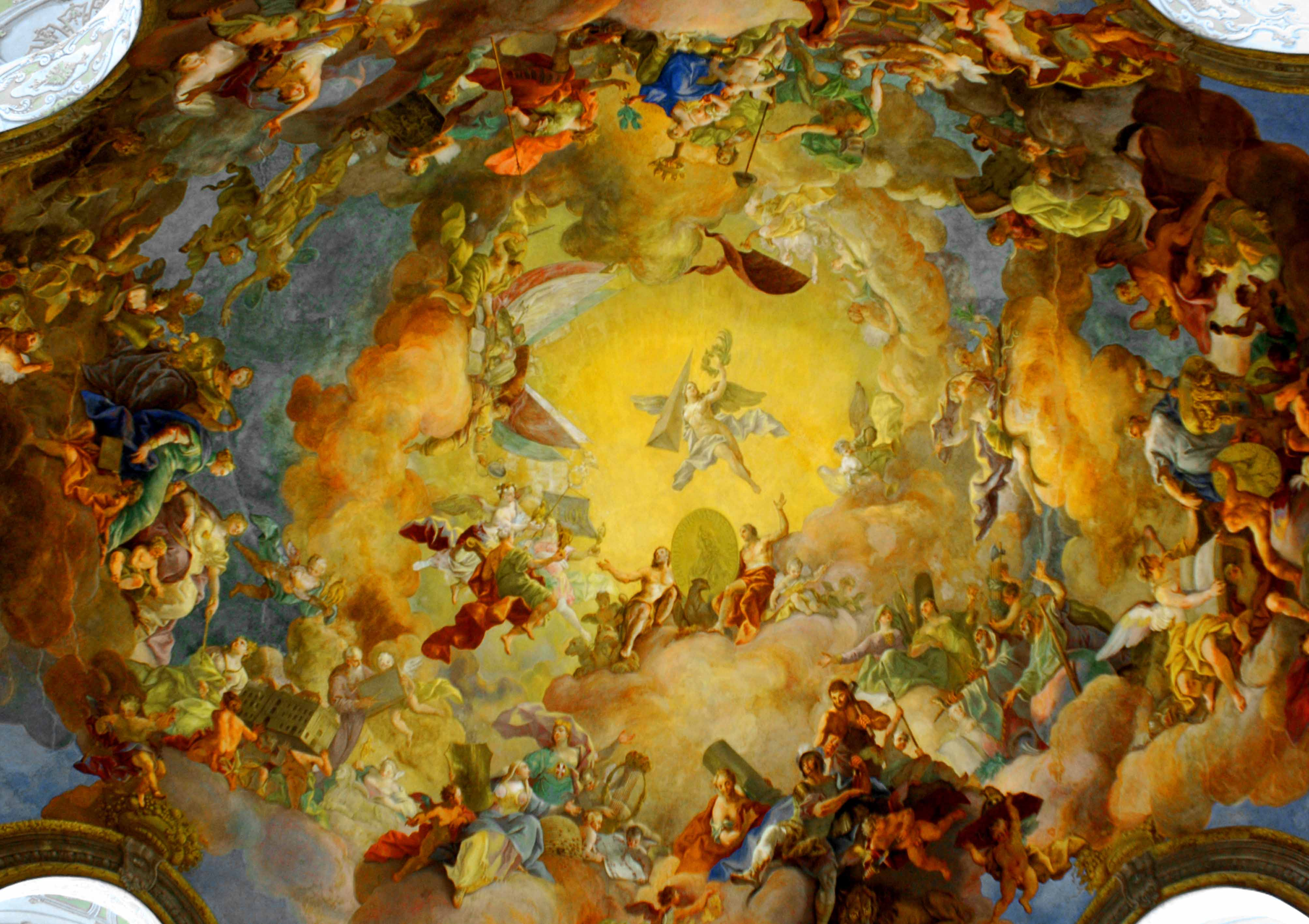